# 馬田·希登
馬田·希登（德語：Martin Hiden，1973年3月11日—）是一名奧地利足球員，現效力奧地利卡爾頓，司職中堅。

## 球會生涯
希登效力過狂飆格拉茨、奧地利薩爾斯堡（並在這贏得他首項聯賽冠軍）、維也納迅速、列斯聯、奧地利維也納和奧地利卡爾頓。繼奧地利門將阿歷山大·曼寧加在1997年轉投阿仙奴後，希登在1998年加盟當時是英超球會的列斯聯，成為第二位登陸英超的奧地利球員。2003年，希登再次效力維也納迅速並在2005年贏得了奧超冠軍。
2006年，希登成為了維也納迅速的隊長。2007年，當時國家隊隊長安祖亞斯·艾雲舒捷斯和隊友馬田·史蘭斯觸傷，希登亦曾以隊長身份上陣過兩場賽事。

## 國際賽生涯
1998年3月，希登在友賽對匈牙利的賽事中首次上陣，並入選了1998年世界盃大軍名單卻沒有上陣。希登合共代表奧地利上陣了50場並攻入1球。希登亦有參與2008年歐洲國家盃。

## 榮譽
- 奧超 (4):
  - 1995年、2003年、2005年、2008年
- 奧地利盃 (2):
  - 1997年、2003年

## 外部連結
- Player profile
- Player profile
- Career stats （页面存档备份，存于）
- Profile and stats （页面存档备份，存于）
- Stats （页面存档备份，存于）